# Панов Микола Олексійович
Панов Микола Олексійович (1803 — 14 січня 1850) — декабрист, учасник повстання на Сенатській площі, поручик лейб-гвардії Гренадерського полку.

## Біографія
З дворян. Виховувався вдома, наставники — іноземці. У службу вступив підпрапорщиком в лейб-гвардії Гренадерський полк — 4 вересня 1820 року, прапорщик — 17 листопада 1821 року, батальйонний ад'ютант — 18 лютого 1823 року, підпоручик — 5 квітня 1823 року, поручик — 27 вересня 1824 року, переведений у фронт — 15 серпня 1825 року.
Член Північного товариства (1825), учасник повстання на Сенатській площі.
Вранці 15 грудня 1825 року добровільно з'явився до Петропавловської фортеці і був заарештований, поміщений у № 1 Зотова бастіону. Засуджений за I розрядом і по конфірмації 10 липня 1826 року засуджений на каторжні роботи вічно. Відправлений у Свартгольм — 8 серпня 1826 року, термін скорочений до 20 років — 22 серпня 1826 року, відправлений до Сибіру — 21 червня 1827 року. Доставлений в Читинський острог — 25 серпня 1827 року, прибув до Петровського заводу у вересні 1830 року, термін скорочений до 15 років — 8 листопада 1832 року і до 13 років — 14 грудня 1835 року. За указом 10 липня 1839 року після відбуття терміну звернений на поселення в с. Михайлівське Жілкінської волості Іркутського округу, височайше дозволено відправитися для лікування на Туркінські мінеральні води — 25 травня 1844 року, дозволено переселитися в с. Урік Кудинської волості Іркутського округу — 15 липня 1845 року. Помер в Іркутську, похований у Знам'янському монастирі.